# Magazzolo
Il fiume Magazzolo è un corso d'acqua della Sicilia centro-meridionale.
Il Magazzolo insiste nel territorio della provincia di Agrigento e ha origine dal Monte Castelluzzo nel territorio comunale di Santo Stefano Quisquina.

## Nome
Il nome deriverebbe dall'arabo magzil, che significa "acque vorticose". Anticamente era denominato Alba, e non Isburo come riportato in varie fonti.
Almeno fino alla seconda metà del XVII secolo il primo tratto del fiume, nel territorio di Santo Stefano Quisquina, era denominato Acqua della Favara; appena dentro il territorio di Bivona, dopo aver ricevuto il torrente detto Acqua dello Salto, assumeva il nome di fiume del Governatore. Sempre nel territorio bivonese, il Magazzolo veniva chiamato anche fiume di Bivona.

## Descrizione
Il suo bacino idrografico è compreso tra quelli dei fiumi Verdura e Platani. Sfocia nel mar Mediterraneo presso il Capo della Secca nella località balneare detta Seccagrande del comune di Ribera dopo un percorso di circa 35 km attraverso il territorio comunale di Bivona, Alessandria della Rocca, Calamonaci, Lucca Sicula e Ribera.
In prossimità della stazione di Magazzolo della soppressa Ferrovia Castelvetrano-Porto Empedocle forma il piccolo lago artificiale Castello di 400 x 800 m.
L'area della foce del Magazzolo è riconosciuta (assieme a Foce del Platani, Capo Bianco e Torre Salsa) come Sito di interesse comunitario (SIC).